# Passion (Anaal Nathrakh)
Passion è il sesto album in studio del gruppo extreme metal britannico Anaal Nathrakh, pubblicato nel 2011.

## Tracce
1. Volenti Non Fit Iniuria – 4:57
2. Drug-Fucking Abomination – 7:25
3. Post-Traumatic Stress Euphoria – 1:41
4. Le Diabolique Est L'Ami Du Simplement Mal – 3:41
5. Locus of Damnation – 1:00
6. Tod Huetet Uebel – 4:15
7. Paragon Pariah – 3:46
8. Who Thinks of the Executioner? – 3:57
9. Ashes Screaming Silence – 3:56
10. Portrait of the Artist – 1:18

## Formazione

### Gruppo
- Dave Hunt – voce
- Mick Kenney – chitarra, basso, programmazioni, produzione, missaggio

### Altri musicisti
- Drugzilla – samples (traccia 3)
- Ranier Landfermann – voce (6)
- Barm "Ventnor" Frog – chitarra (7)
- Alan Dubin – voce (9)
- Mories "Gnaw Their Tongues" de Jong – effetti, samples (10)